# Castell d'Espills
El  Castell d'Espills era el castell medieval, d'època romànica, del poble d'Espills, pertanyent al terme municipal de Tremp, dins de l'antic terme de Sapeira.
Aturonat en un esperó rocós dels vessants ponentins del Grau d'Espills, damunt la riba esquerra de la Noguera Ribagorçana, el castell d’Especulos destaca com a lloc de guaita fronterer des d'abans de l'any 1000.
És citat com a castell termenat entre Areny de Noguera, Montanyana i Castissent, va pertànyer sempre al comtat de Pallars Jussà, en el qual s'havia integrat per conquesta. Tanmateix, fou un castell disputat entre els dos comtes pallaresos, i es té constància que la Treva fou trencada a Espills per Artau I de Pallars Sobirà moltes vegades.
La família instal·lada al castell d'Espills com a castlans agafà el cognom del nom del castell, i sembla que estava emparentada per una banda amb els senyors de Cornudella, i per l'altra amb els Sapeira.
Al segle xii passà, com la major part de l'antic terme de Sapeira, a mans dels Erill.